# Ny Guinea
Ny Guinea er verdens næststørste ø. Den har et areal på 785.000 km². Det er en bjergrig ø med lavland mod nord og syd. Ny Guinea ligger nord for Australien, som den var sammenhængende med indtil for ca. 5.000 år siden. Øen er delt mellem Indonesien og Papua Ny Guinea ved 141. østlige længdekreds, således at alt der ligger vest herfor er indonesisk, mens den østlige del udgør den selvstændige nation Papua Ny Guinea. Irian  er det indonesiske navn for Ny Guinea, og den indonesiske del indgår i de to indonesiske provinser:
- Irian Jaya Barat (Vest Irian Jaya) med Merauke som sit hovedsæde
- Papua, tidligere Irian Jaya, med Jayapura som sit hovedsæde.

## Historie
Ny Guinea blev genopdaget 1527 af spanierne og senere koloniseret af englændere og nederlændere. Sidstnævnte gruppe annekterede øens vestlige del i 1828. I 1883 fandt der en kortvarig fransk annektering sted af den sydøstlige del, men den blev ophævet af englænderne, som i 1884 overtog annekteringen af den sydøstlige del i forbindelse med at Tyskland annekterede den nordøstlige del.
Den sydøstlige del blev i 1901 australsk territorium, med det fulde ansvar overdraget fra England til Australien i 1906. Den nordøstlige, tyske del, blev i 1921 engelsk mandat under Australien. Den australske del, Papua Ny Guinea, fik selvstændighed i 1975.
Den nederlandske del af Ny Guinea forblev på nederlandske hænder frem til 1962.
I forbindelse med oprettelsen af Indonesien i 1949 indgik den nederlandske del af Ny Guinea ikke, som ønsket af indoneserne, i landet. Senere forhandlinger førte ikke til en afklaring af tilhørsforholdet, og efter stigende ny guineansk selvstændighed og et valg i 1959, begyndte Indonesien i stigende grad at true med invasion. I 1962 opnåede Indonesien støtte fra Sovjetunionen, og Nederlandene blev af Kennedy-administrationen presset til forhandlingsbordet. Den 1. oktober 1962 overdrog Nederlandene territoriet til en midlertidig FN-administration (UNTEA), og 1. maj 1963 overtog Indonesien kontrollen.